# Млиевская республика
Млиевская республика — автономное государственное образование, существовавшее на территории украинского города Млиев в период с 1919 по 1922 год. Основной целью повстанцев республики было противостояние армии Деникина и войскам РККА, сохранение свободного крестьянства, борьба с продразвёрсткой. В состав автономии входили города Млиев и Городище, урочища Середин Яр, Марусин Яр, Ломаные горы.
Предводителем Млиевской республики был атаман «Голый» — Трофим Иванович Бабенко (1898—1921).